# ぴたぴたエンジェル♪A
『ぴたぴたエンジェル♪A』（ぴたぴたエンジェルエース）は、2002年10月11日（10月10日深夜）から2003年3月28日（3月27日深夜）までで全25回放送されたテレビアニメ『ぴたテン』と『ギャラクシーエンジェル』をフィーチャーしたラジオ番組、および当番組のテーマソングを歌う声優ユニットの名称である。
パーソナリティは『ぴたテン』の美紗と『ギャラクシーエンジェル』の蘭花・フランボワーズ役の田村ゆかりと『ギャラクシーエンジェル』のミルフィーユ・桜葉役の新谷良子。

## 放送局
- ラジオ大阪 木曜 0:30 - 1:00（木曜深夜）
- 文化放送 金曜 1:30 - 2:00（木曜深夜）
- 東海ラジオ 日曜 2:00 - 2:30（土曜深夜）
- ラジオ福島 月曜 0:30 - 1:00（日曜深夜、2002年12月で打ち切り）

## 概要
- 『ぴたぴたエンジェル♪』の後番組。『ぴたテン』のアニメ放送が終わり『ギャラクシーエンジェル』第3期（DVDでのタイトルは『ギャラクシーエンジェルA』）が始まるタイミングで放送が開始された。番組タイトルが変更になった形になっているが、基本的には内容は『ぴたぴたエンジェル♪』と変わらない。
- 『ギャラクシーエンジェル』（第3期）が終了し『デ・ジ・キャラットにょ』が放送開始されると同時に、『デ・ジ・キャラット』をフィーチャーした番組である「でじこさん」と統合される形で「G.A.だにょ」へと番組タイトルが変更された。
- 放送が終了した『ぴたテン』の話題はぴたぴたエンジェル♪に比べて少なめである。

## コーナー
ウォルコットの独り言
『ギャラクシーエンジェル』のウォルコット中佐を演じている藤原啓治のフリートークのコーナー。
ていとしてはウォルコット中佐の独り言をパーソナリティとリスナーが盗み聴きするという形だが、話の内容は藤原の個人的な内容であることが多い。
毎回3、4分は収録しているがオンエア時は基本的に話の途中でコーナーが終わる。タイトルコールの途中で切られ数秒で終わったこともある。
好評であったことと『ギャラクシーエンジェル』（第4期）の収録で藤原が収録スタジオに来るため、「エンジェルLOVE」でこのコーナーが復活した。藤原本人は復活に乗り気では無かったらしい。
カットされていない完全版は、『ギャラクシーエンジェルX』のDVDの初回限定版に付属。
ふつおたでばばんがばん
いわゆるふつおたコーナー。
後述の「たいたいツインスター隊」では「ふつおたでたたんがたん」として行われた。
ふつおたでどどんがどん
リスナーのオタク知識を自慢するコーナー。タイトルのふつおたとは「普通のオタク」の略。
つつみんのダメポエム
ランティスの広報であるつつみんこと堤健一郎（現在はランティスを退社している）が即興で作ったポエムを朗読するコーナー。
『ギャラクシーエンジェル』のミント・ブラマンシュへの愛を語った物や自虐的な内容の物が多く、基本的に聴き苦しい。
後番組の「G.A.だにょ」で「ダメポリターンズ」として一度だけ復活した。
田村ゆかりは当初このコーナーを嫌がっていたが、つつみんを擁護するような発言をした際に新谷良子に「ゆかりん、つつみんのこと好きなんじゃない？」と言われた時から当ラジオ内では田村ゆかりはつつみんのことが好きであるという設定が出来、つつみんのことを「堤様」と呼ぶようになった。
ボクの考えた次回予告
当番組のウソ次回予告を考えるコーナー。
ぴたっとベスト10
リスナーやゲストが考えた何でもベスト10をあげるコーナー。ただし9〜3位は時間の都合上省略される。
ギャラテン 今夜の夜食シリーズ
ぴたぴたエンジェル♪の同コーナーと同じ内容。
ギャラテンわっしょい!
『ギャラクシーエンジェル』と『ぴたテン』に関するグッズを紹介するコーナー。ブロッコリーのエリンギちゃん、ランティスのつつみん、バンダイビジュアルのとでぃが担当。
後述の「たいたいツインスター隊」では「たいたいわっしょい!」として行われた。
GA見つけた!
イニシャルがGAである文章を見つけるコーナー。
途中からネタに対して内容によって天才・良子・ゆかり・井上などのジャンルに分けるようになった。
後述の「たいたいツインスター隊」では「TT見つけた!」としてイニシャルがGAではなくTTであるものとして行われた。
A（エース）の成分
とある物は何パーセントが何で出来ていると、物を構成しているパーセントをあげるコーナー。
タイトルコールの際に「エース」の部分はパーソナリティの息が続く限り長く伸ばされる。
後述のたいたいツインスター隊では「たいの成分」として行われた。

## テーマソング
- OP
  1. ＃1〜11：ギャラクシー☆ばばんがBang!
  2. ＃12〜25：はぁ〜い!はぁ〜い!はぁ〜い!
- ED
  1. ＃1〜11：おまじない「ぴたぴた♪」
  2. ＃12〜25：Go Go LOVE!

## CD
- はぁ〜い!はぁ〜い!はぁ〜い!（2002年12月25日、LACM-4080）
- ぴたぴたエンジェル♪AラジオCD たれゆめ（2003年2月5日、LACA-5146）
- ラジオ大阪開局45周年記念作品 V-station THE BEST（2003年10月24日）
  - 「はぁ〜い!はぁ〜い!はぁ〜い!」を収録
- ナニコレ。萌（なつかしい にんきの コレクション）〜girls unit compilation〜（2009年3月25日）
  - 「はぁ〜い!はぁ〜い!はぁ〜い!」を収録

## ゲスト
- ＃01：サエキトモ
- ＃02：三瓶由布子
- ＃03：高橋洋子
- ＃04：大原さやか
- ＃11：真田アサミ
- ＃16：井上喜久子
- ＃18：山口眞弓
- ＃20：新谷良子、田村ゆかり（※後述のたいたいツインスター隊で、この二人はゲスト扱い）
- ＃23：三重野瞳
- ＃24：荒木哲郎

## たいたいツインスター隊
2003年2月21日放送の第20回は、「ぴたぴたエンジェル♪A」ではなく「たいたいツインスター隊」として放送された。
メインパーソナリティは『ギャラクシーエンジェル』にてメアリー少佐を演じている大原さやかとマリブ・ペイローを演じているサエキトモとココモ・ペイローを演じている三瓶由布子。普段メインパーソナリティをしている田村ゆかりと新谷良子はゲストという扱いをされていた。
「ぴたぴたエンジェル♪A」が乗っ取られたということではなく、あたかも昔から「たいたいツインスター隊」という番組があったかの様に放送され、「ぴたぴたエンジェル♪A」という単語は一度も出てこなかった。この番組はこの回で最終回を迎え、次回からは「ぴたぴたエンジェル♪A」が新番組として始まるとされており、次週の2003年2月28日放送の21回分の冒頭で田村ゆかりが「新番組ですよ」とネタで言っていた。
番組としては「たいたいツインスター隊」として放送されたがリスナーからの葉書は「ぴたぴたエンジェル♪A」に届いた物を読んでいるため、たいたいツインスター隊独自のコーナーの内容と多少乖離した内容であるため、その違いがネタにされていた。「ぴたぴたエンジェル♪A」はパーソナリティが二人であるためにリスナーの葉書に「パーソナリティのお二人さん、今晩は」と書かれていたが、本放送はパーソナリティが三人であるためにサエキトモに「まちがえてるよ」と突っ込まれたり、「GAみーつけた」をパロディした「TTみーつけた」という頭文字がTとTから始まる言葉を紹介するコーナーでGAみーつけたに届いた頭文字がGとAから始まる言葉が書かれた葉書を読んで「このリスナーさん間違ってるよ、おかしいねぇ」と、本来の番組ではないことを匂わせるシーンが多々あった。